# Irina Otieva
Irina Adol'fovna Otieva (in russo Ирина Адольфовна Отиева?; Tbilisi, 22 novembre 1958) è una cantante russa, già sovietica di origine armena.
Scrittrice sia di musica che di poesia, ha vinto numerosi concorsi musicali. Nei suoi concerti si esibisce suonando svariati strumenti musicali, inclusa la batteria. La sua voce possiede un'estensione di tre ottave e mezza.

## Biografia
Nata a Tbilisi in una famiglia armena, discende dall'antica dinastia dei principi armeni Amatuni. Otiev è la russificazione del cognome armeno Otjan. 
Dopo aver conseguito il diploma in pianoforte, nel 1976 è entrata nel dipartimento pop dell'Istituto Gnessin, dove ha studiato fino al 1980. Dal 1976 è solista nell'ensemble jazz di Igor' Bril' e ha studiato allo Studio jazz sperimentale di Mosca. Tre anni dopo, nel 1979, è diventata solista in un'orchestra jazz guidata da Oleg Lundstrem.
Nel 1988 ha partecipato ad una gara musicale nel programma Muzykal'nyj ring sfidando Larisa Dolina.
Nel 1985 ha iniziato a lavorare nell'Organizzazione dei concerti di Mosca e ha fondato la Stimulus Band, con la quale lavora ancora.
Alla fine degli anni '80 e '90 ha preso parte a molti importanti festival e concerti internazionali. Nel 1995, al JVC World Jazz Festival, che si è tenuto a New York al Lincoln Center, l'artista si è esibita assieme a Ray Charles e a Stevie Wonder.
Nel 2006 ha iniziato ad insegnare canto all'Istituto Gnessin nel dipartimento pop-jazz.

## Discografia
- 1984 – Poët Irina Otieva
- 1985 – Muzyka – ljubov' moja
- 1987 – Rok-n-roll
- 1988 – Nostal'dija po sebe
- 1993 – Ne plač', baby
- 1994 – Čto ty dumaeš' ob ètom?
- 1996 – 20 let v ljubvi
- 2001 – Angeloček moj

## Onorificenze
- 1997 – Artista onorata della Federazione Russa[2]